# Os justi, WAB 30
Os Justi (La bouche du juste), WAB 30, est une mise en musique par Anton Bruckner en 1879 d'un chant grégorien utilisé comme graduel de la Commune Doctorum et comme introït I et graduel II de la Commune Confessoris non Pontificis.

## Historique
Bruckner a composé l'œuvre le 18 juillet 1879 et l'a dédiée à Ignaz Traumihler, le maître de chapelle de l'Abbaye de Saint-Florian.
Lorsque Traumihler vit le manuscrit, il demanda à Bruckner « Ist's der ganze Text? » (Est-ce bien tout le texte ?) Conséquemment, Bruckner ajouta le 28 juillet 1879 un verset Inveni David en mode grégorien, suivi par une répétition de l'Alleluja,.
La première exécution eut lieu, non pas comme initialement prévu le jour de la fête du nom de Traumihler (31 juillet 1879), mais quatre semaines plus tard, le 28 août 1879, lors de la fête de Saint Augustin sous la baguette de Traumihler avec Bruckner à l'orgue,.
En plus du manuscrit du 18 juillet 1879 (WAB 30,1), il existe un manuscrit révisé de août 1879 (WAB 30,2).
L'œuvre a d'abord été éditée par Theodor Rättig, Vienne en 1886, avec trois autres graduels : Locus iste, Christus factus est, WAB 11, et Virga Jesse. Cette première édition n'incluait pas le verset additionnel Inveni David et la reprise de l'Alleluja. Le verset 'Inveni David' et la reprise de l'Alléluia ont été classés par Grasberger comme une œuvre séparée (Inveni David, WAB 20). La première édition et celle de la MWV sont toutes deux basées le manuscrit révisé de août 1879.
La seule édition de la Version 30,1 est un fac-similé de A. Göllerich du manuscrit du 18 juillet 1879,.
La partition complétée avec le verset 'Inveni David' et la reprise de l'Alléluia – dont les manuscrits sont archivés à l'Österreichische Nationalbibliothek – est éditée dans le Volume XXI/28 de la Bruckner Gesamtausgabe.

## Texte
Le texte du motet utilise les versets 30 et 31 du Psaume 37 (Psaume 36 dans la Vulgate) et le verset 21 du Psaume 89 (Psaume 88 dans la Vulgate)
| Os justi meditabitur sapientiam: et lingua ejus loquetur judicium. Lex Dei ejus in corde ipsius: et non supplantabuntur gressus ejus. Alleluia. Inveni David servum meum, oleo sancto meo unxi eum. Alleluia. | La bouche du juste annonce la sagesse, et sa langue proclame la justice. La loi de son Dieu est dans son cœur ; ses pas ne chancellent point. Alleluia. J’ai trouvé David, mon serviteur, je l’ai oint de mon huile sainte. Alleluia. |

## Composition
L'œuvre originale du 18 juillet 1879, de 69 mesures en ut majeur (mode lydien), est conçue pour chœur mixte a cappella.
À deux reprises (mesures 9-13 et 51-56) le chœur est divisé en huit voix. La seconde section sur "Et lingua ejus" (mesures 16-42) est un fugato sans aucune altération. La dernière phrase, et non supplantabuntur (mesures 65-69), est chantée pianissimo par les sopranos sur un maintien de l'accord de tonique par les cinq autres voix (ATTBB). Elle est suivie par un Alleluja de 2 mesures, à l'unisson en mode grégorien.
Le 28 juillet 1879, Bruckner ajouta le verset Inveni David pour voix d'hommes à l'unisson avec accompagnement d'orgue, ainsi qu'une répétition des deux mesures de l'Alleluja. Selon Elisabeth Maier la mélodie de l' Alleluja est une citation de celui de l'introït In medio ecclesiae de la Missa de Doctoribus. Le verset est apparemment une composition propre de Bruckner.
Traumihler était un fervent partisan du mouvement cécilien, raison pour laquelle Bruckner composa ce motet en mode lydien sans aucune altération et avec une large utilisation des accords parfaits.

## Discographie

### Version 1 (18 juillet 1879)
Il existe un enregistrement de la première version de Os justi:
- Mario Aschauer dirigeant l'Harmonia Stellarum : Première de la première version, 29 janvier 2025

### Version 2 (août 1879)
Le premier enregistrement de Os justi a eu lieu en 1931 :
- Ludwig Berberich, Münchner Domchor – 78 tours Christschall 141

La grande majorité des enregistrements, parfois sans Alleluja, n'incluent pas le verset Inveni David. Une sélection parmi les quelque 120 enregistrements :
- George Guest, St. John's College Choir Cambridge, The World of St. John's 1958–1977 – LP : Argo ZRG 760, 1973
- Matthew Best, Corydon Singers, Bruckner: Motets – CD: Hyperion CDA66062, 1982
- Elmar Hausmann, Capella Vocale St. Aposteln Köln, Anton Bruckner, Missa solemnis in B, Motetten – LP : Aulos AUL 53 569, 1983
- Wolfgang Schäfer, Freiburg Vocal Ensemble, Anton Bruckner: Motetten – CD : Christophorus 74 501, 1984
- Philippe Herreweghe, la Chapelle Royale/Collegium Vocale, Ensemble Musique Oblique, Bruckner: Messe en mi mineur; Motets – CD : Harmonia Mundi France HMC 901322, 1989
- Joseph Pancik, Prager Kammerchor, Anton Bruckner: Motetten / Choral-Messe – CD : Orfeo C 327 951 A, 1993
- John Eliot Gardiner, Monteverdi Choir, Bruckner: Mass No. 1; Motets – CD : DG 459 674-2, 1998
- Hans-Christoph Rademann, NDR-Chor Hamburg, Anton Bruckner: Ave Maria – Carus 83.151, 2000
- Petr Fiala, Czech Philharmonic Choir, Anton Bruckner: Motets – CD : MDG 322 1422-2, 2006
- Marcus Creed, SWR Symphony Orchestra and Stuttgart-Radio Vocal Ensemble, Mass in E minor and Motets – CD : SACD Hänssler Classic SACD 93.199, 2007
- Stephen Layton, Polyphony Choir, Bruckner: Mass in E minor & Motets – CD : Hyperion CDA 67629, 2007
- Erwin Ortner, Arnold Schoenberg Chor, Anton Bruckner: Tantum ergo – CD : ASC Edition 3, édité par la chorale, 2008
- Philipp Ahmann, MDR Rundfunkchor Leipzig, Anton Bruckner & Michael Haydn - Motets – SACD : Pentatone PTC 5186 868, 2021

Il n'y a que peu d'enregistrements qui incluent le verset Inveni David:
- Robert Jones, Choir of St. Bride's Church, Bruckner: Motets – CD : Naxos 8.550956, 1994
- Rupert Huber, Südfunkchor de Stuttgart, Romantische Chormusik – CD : Hänssler Classic 91 106, 1996 ; aussi sur YouTube  - verset transcrit pour chœur mixte et exécuté a cappella
- Duncan Ferguson, chœur de la St Mary's Cathedral d'Edinbourg, Bruckner: Motets  – CD : Delphian Records DCD34071, 2010

## Sources
- Max Auer, Anton Bruckner als Kirchenmusiker, G. Bosse, Ratisbonne, 1927
- Anton Bruckner – Sämtliche Werke, Band XXI: Kleine Kirchenmusikwerke, Musikwissenschaftlicher Verlag der Internationalen Bruckner-Gesellschaft, Hans Bauernfeind et Leopold Nowak (Éditeurs), Vienne, 1984/2001
- Uwe Harten, Anton Bruckner. Ein Handbuch, Residenz Verlag, Salzbourg, 1996,  (ISBN 3-7017-1030-9)
- Cornelis van Zwol, Anton Bruckner 1824-1896 – Leven en werken, uitg. Thot, Bussum, Pays-Bas, 2012.  (ISBN 978-90-6868-590-9)